# Віллі Бобо
Ві́ллі Бобо (англ. Willie Bobo), справжнє ім'я Ві́льям Корре́а (англ. William Correa; 28 лютого 1934, Нью-Йорк — 15 вересня 1983, Лос-Анджелес, Каліфорнія) — американський джазовий перкусіоніст.

## Біографія
Народився 28 лютого 1934 року в Нью-Йорку. Його батько був фольк-гітаристом родом з Пуерто-Рико. Зростав в районі Мангетена Іспанський Гарлем; у віці 14 років самостійно навчився грати на бонго. Починав грати з латиноамериканськими гуртами в Нью-Йорку, потім з Пересом Прадо. У 1951 році отримав прізвисько «Бобо» від Мері Лу Вільямс під час сесії звукозапису.
Працював з Тіто Пуенте (1954—58), Колом Чейдером (1958—61), Гербі Менном (1961—63). У 1963 році випустив дебютний альбом як соліст за участі Кларка Террі і Джо Фаррелла. Після довготривалої роботи сесійним музикантом у різних латинських гуртах, у 1966 році створив власний бенд в Лос-Анджелесі, з яким виступав по клубах, на концертах і фестивалях. У 1969 році переїхав до Каліфорнії. У 1970-х роках додав вокал до своїх виступів.
Гурти Бобо поєднували жанри джаз, ритм-енд-блюз і латин-джаз. Як соліст записувася на лейблах Roulette і Verve, як сайдмен з Майлзом Девісом, Чіком Гемільтоном, Кеннонболлом Еддерлі, Террі Гіббсом, Сонні Стіттом, Лесом Мак-Кенном, Гербі Генкоком, Айком Квебеком, Олівером Нельсоном, Весом Монтгомері та іншими.
Помер 15 вересня 1983 року у віці 49 років у Лос-Анджелесі, Каліфорнія від раку.

## Дискографія
- Bobo's Beat (Roulette, 1963)
- Let's Go Bobo! (Roulette, 1964)
- Spanish Grease (Verve, 1965)
- Uno Dos Tres 1•2•3 (Verve, 1966)
- Feelin' So Good (Verve, 1967)
- Juicy (Verve, 1967)
- Bobo Motion (Verve, 1967)
- Spanish Blues Band (Verve, 1968)
- A New Dimension (Verve, 1968)
- Do What You Want to Do (Sussex, 1971)
- Tomorrow Is Here (Blue Note, 1977)
- Hell Of An Act To Follow (Columbia, 1978)
- Bobo (Columbia, 1979)